# Jules Marcadet
Jules Marcadet (París, 10 de marzo de 1866 - Vaucresson, 15 de agosto de 1959) fue un directivo deportivo francés.

## Biografía
Nacido en una familia de Sarthe y huérfano a los 15 años, Jules Marcadet fundó el Stade Français en el Café Procope de Saint-Germain-des-Prés el 13 de diciembre de 1883; al mismo tiempo fue admitido en HEC Paris, obteniendo una beca para completar sus estudios, que finalizaron con su diploma en 1885.
Como secretario general del Stade Français, el 27 de junio de 1884 obtuvo autorización para utilizar las terrazas de las Tullerías y de la Orangerie los domingos por la mañana y los jueves por la tarde para la formación de deportistas, cuyo reclutamiento era esencialmente académico y sin distinción de clase social. El Stade Français fue campeón de Francia de rugby en 1893, 1894, 1895, 1897 y 1898; El ciclismo y el tenis se encontraban entre las disciplinas más populares dentro del club deportivo. Marcadet se jubiló en 1899 y fue nombrado presidente honorario vitalicio.
Los fundadores del Racing Club de France y los del Stade Français fundaron la Union des sociétés françaises de course à pied el 20 de noviembre de 1887, que se convirtió dos años más tarde, el 31 de enero de 1889, en la Union des sociétés françaises de sports athlétiques (USFSA). presidido por Georges de Saint-Clair con Marcadet como secretario general, cargo cedido a Pierre de Coubertin en 1890.
Luego, Marcadet se convirtió en un alto funcionario del Ministerio de Finanzas, que lo destituyó de París a partir de 1926. Posteriormente fue tesorero general del departamento de Ain y luego de Yonne. Se jubiló en 1931. Jules Marcadet recibió la Medalla de Honor de la Juventud y los Deportes y se convirtió en oficial de la Orden del Mérito Agrícola y de la Legión de Honor; En 2002 también fue incluido en la Gloire du sport.